# Santo Niño (Cagayan)
Pour les articles homonymes, voir Santo Niño.
Santo Niño est une municipalité de la province de Cagayan, aux Philippines.

## Barangays
Santo Niño compte 31 barangays.
- Abariongan Ruar
- Abariongan Uneg
- Balagan
- Balanni
- Cabayo
- Calapangan
- Calassitan
- Campo
- Centro Norte (Pob.)
- Centro Sur (Pob.)
- Dungao
- Lattac
- Lipatan
- Lubo
- Mabitbitnong
- Mapitac
- Masical
- Matalao
- Nag-uma (Nagbayugan)
- Namuccayan
- Niug Norte
- Niug Sur
- Palusao
- San Manuel
- San Roque
- Santa Felicitas
- Santa Maria
- Sidiran
- Tabang
- Tamucco
- Virginia